# 多里斯灣
多里斯灣（英語：Doris Bay），是南極洲的海灣，位於南喬治亞島北岸，處於聖安德魯斯灣東南面，命稱可追溯至1929年左右，現時由英國海外領土管轄。